# Deliberativna demokracija
Deliberativna demokracija, po zaslugi Johna Dryzeka imenovana tudi diskurzivna demokracija, v slovenščini tudi posvetovalna demokracija je tip neposredne demokracije, v katerem politične odločitve oblikuje in sprejema ljudstvo, skozi proces deliberacije ali razprave, ki poteka v javni sferi. V nasprotju s tradicionalnimi modeli demokracije, v katerih je fokus demokratičnega procesa usmerjen v glasovalne mehanizme, kot so volitve, referendum, plebiscit ali nenazadnje glasovanje v parlamentu, v modelu deliberativne demokracije osrednje mesto zaseda deliberacija in komunikacijski mehanizmi. Osrednji namen razvoja modela deliberativne demokracije, je v odpravljanju pomanjkljivosti, ki jih vsebujejo modeli predstavniške demokracije in sami glasovalni mehanizmi, kot so izkrivljanje ali celo neposredno zanemarjanje volje ljudstva, problematika preglasovanja, itd.

## Izvor pojma in pomembni avtorji
Termin deliberativna demokracija je prvi uporabil Joseph M. Bessette, v delu »Deliberative Democracy: The Majority Principle in Republican Government«, ki je bilo prvič objavljeno leta 1980. Idejo je kasneje zagovarjal in nadalje razvijal v delu »The Mild Voice of Reason« (1994). Kasneje so k razvoju modela deliberativne demokracije bistveno prispevali še: Jon Elster, Jürgen Habermas, David Held, Joshua Cohen, John Rawls, Amy Gutmann, John Dryzek, James Fishkin, Dennis Thompson in Seyla Benhabib, v Sloveniji pa so svoj prispevek dodali: Andrej A. Lukšič, Andrej Pinter, Simon Delakorda, Nenad Miščević, Irena Sovdat in Anže Šinkovec.